# Diana Worrall
Diana Mary Worrall est une astronome britannique, professeur émérite à l'École de physique de l'Université de Bristol.
Ses principaux intérêts de recherche sont l'astrophysique extragalactique et l'astronomie en rayons X. Ses projets se concentrent principalement sur les environnements, les noyaux actifs et les jets des radiogalaxies, ainsi que sur l'émission à plusieurs longueurs d'onde de toutes les classes d'AGN radio-forts.
Elle est éditrice scientifique des Monthly Notices of the Royal Astronomical Society et fut présidente de la Division D (phénomènes à haute énergie et physique fondamentale) de l'Union astronomique internationale de 2012 à 2015. Elle est la secrétaire générale assistante de l'Union astronomique internationale pour le triennat 2021-2024 puis en est la secrétaire générale pour le triennat 2024-2027.
Elle a auparavant travaillé comme chercheuse aux États-Unis, au Laboratoire d'astrophysique des hautes énergies au Goddard Space Flight Center de la NASA, au Centre d'astrophysique et des sciences spatiales de l'Université de Californie à San Diego et au Harvard-Smithsonian Center for Astrophysics (CfA). Elle a aidé à établir le Chandra X-ray Center, où elle a été scientifique pendant plusieurs années.